# Старое Кузнецово
Старое Кузнецово — деревня в Ржевском районе Тверской области. Входит в состав сельского поселения Медведево.

## География
Находится в южной части Тверской области на расстоянии приблизительно 23 км по прямой на юг-юго-запад от вокзала станции Ржев-Балтийский на левом берегу реки Осуга.

## История
Деревня была отмечена еще на карте Менде (состояние местности на 1848 год). В 1859 году здесь (деревня Зубцовского уезда Тверской губернии) было учтено 6 дворов, в 1939—17.

## Население
Численность населения: 67 человек (1859 год), 3 (русские 100 %) в 2002 году, 0 в 2010.